# Полиневрит
Полиневрит (от др.-греч. πολύ- — много, лат. nervus — нерв) — вид невропатии, множественное воспаление (поражение) нервных стволов, которое развивается на фоне инфекции. Относится к заболеваниям периферической нервной системы. Возникает из-за инфекционных заболеваний (проказа, бруцеллёз, сифилис и другие), аутоиммунных или аллергических процессов, общей инфекции в организме (скарлатина, ветрянка, тонзиллит и т. д.), инфекционно-токсического воздействия (ботулизм, дифтерия).

## Причины заболевания
Различают первичный и вторичный полиневрит. В первом случае заболевание возникает спонтанно у здорового человека. Обычно имеет вирусную этиологию, то есть вирус поражает нервную систему. Вторичный развивается в результате осложнений при инфекционных заболеваниях, присутствующих в организме человека.
Основные причины — инфекционные (особенно вирусные) заболевания, интоксикации (чаще алкогольные — см. алкогольные психозы, корсаковский психоз), обменные нарушения при сахарном диабете, уремии и т. д. Полиневриты могут возникнуть при некоторых гиповитаминозах (например, бери-бери) и как профессиональные заболевания (например, при вибрационной болезни, хроническом действии холода и т. д.). Обычно наряду с периферическими нервами поражаются корешки спинномозговых нервов (полирадикулоневрит), а иногда и центральная нервная система (энцефаломиэлополирадикулоневрит); в процесс, как правило, вовлекаются и черепные нервы.
Основные симптомы: боль, парестезия в дистальных отделах конечностей, мышечные параличи, слабость, повышенная температура, общее недомогание, расстройства чувствительности по типу «перчаток» и «носков», боли при пальпации, вегетативно-трофические нарушения, такие как: сухость, истончение, гиперкератоз, или посинение кожи, трофические язвы и другие. Например, симптомы дифтерийного полиневрита могут проявится через две-три недели после перенесённого заболевания. При этом поражаются некоторые черепные нервы — блуждающий, лицевой, отводящий, языкоглоточный, блуждающий, подъязычный и др. Если у пациента проявляются симптомы после вакцинации — это аллергический или антирабический полиневрит. В данном случается появятся головокружение, слабость, боль или дискомфорт в верхнем отделе живота либо диффузные боли. При этом повышается температура, появляются рвота, сильная головная боль и вялые параличи конечностей.

## Лечение и профилактика
Для лечения полиневритов применяют противовирусные препараты и антибиотики. Также используют анальгетики, кортикостероиды, витамины и биостимуляторы.